# Алевролит

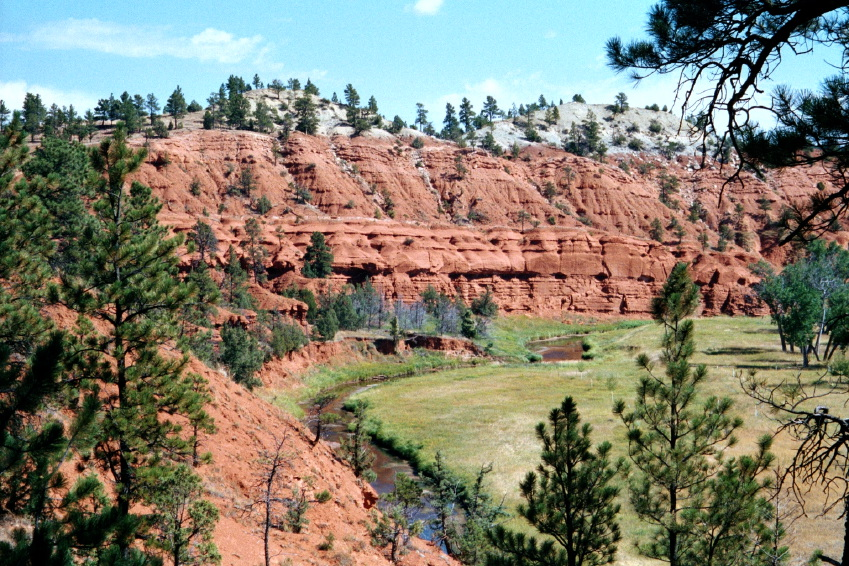
Обрывы, сложенные красно-коричневыми алевролитами и красными песчаниками

Алевролит (от греч. ἄλευρον — мука и λίθος — камень) — твёрдая осадочная горная порода. Образуется из алеврита в процессе литификации.

## Состав
Состоит из зёрен неправильной формы, размером 0,01—0,1 мм (по другим данным — 0,005—0,05 мм). Имеются три разновидности алевролитов по форме слагающих частиц: крупнозернистые, разнозернистые и мелкозернистые. Основой алевролита является кварц, могут присутствовать также частицы полевых шпатов, глинистых минералов, иногда присутствуют карбонаты и гидроксиды железа.

## Добыча
Добывают алевролит преимущественно для производства цемента и садовых дорожек. Его можно обнаружить в угольных шахтах между пластами каменного угля. 